# Cale étalon
Pour les articles homonymes, voir Cale.
Les cales étalon sont des parallélépipèdes généralement en acier dont la longueur entre deux des faces (appelées mesurandes) est parfaitement connue. Les cales étalon sont utilisées pour étalonner ou régler des appareils de mesure de longueur.

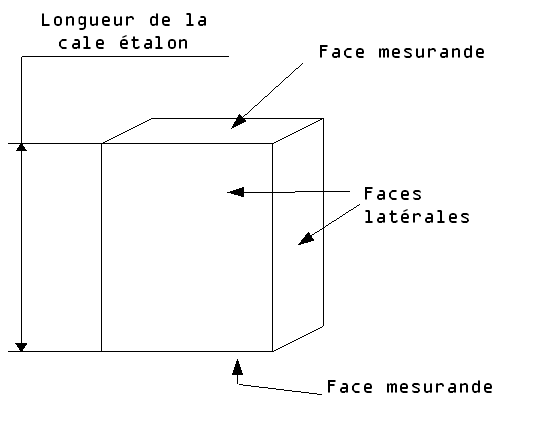
Schéma d'une cale étalon.

## Histoire
Les cales étalon ont été développées par l'inventeur suédois Carl Edvard Johansson à la fin du XIXe siècle, alors qu'il travaillait dans l'industrie de l'armement pour la société Carl Gustafs Stads Gevärsfaktori (en).

## Matière
La matière utilisée pour la fabrication des cales étalon doit être stable dans toutes les dimensions, et doit avoir une bonne résistance à l'usure. On emploie en général des alliages d'acier.
Les faces mesurandes doivent avoir une dureté Vickers supérieure à 800 HV30. Il existe des cales de précision en céramique avec une très haute dureté ce qui garantit une très bonne stabilité.

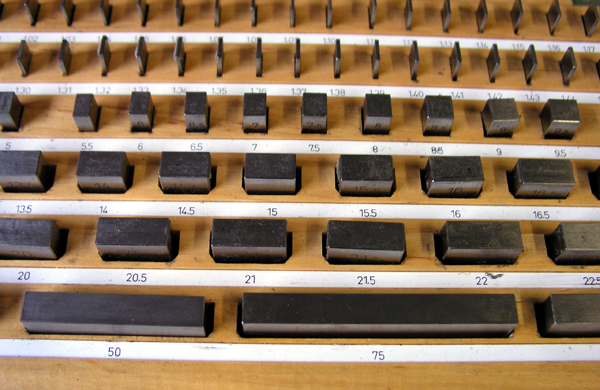
Jeu de cales étalon.

## Assemblage

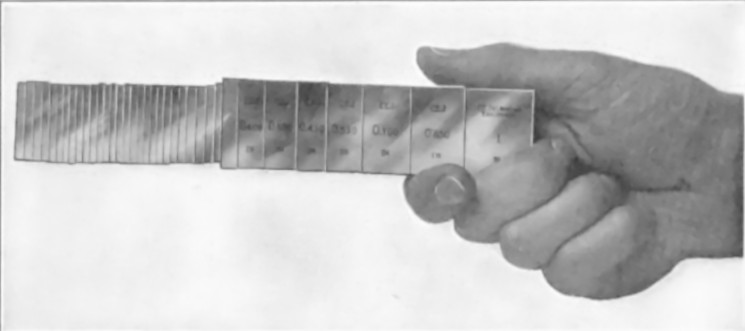
36 cales étalon « assemblées » par simple contact supportent facilement leur propre poids.

Cet assemblage se réalise en glissant les deux cales l’une contre l’autre afin qu’elles adhèrent. Des cales correctement assemblées peuvent résister à un effort de traction de 330 N (un poids de 33 kg). La cause physique de cette étrange assemblage sans adhésif est inconnue,, on pense qu’elle pourrait être due à :
- la pression atmosphérique qui exerce une force sur les cales car l’air a été partiellement chassé entre elles.
- la tension superficielle d’huile et de vapeur d’eau qui est présente entre les cales.
- la force intermoléculaire qui survient quand deux surfaces extrêmement plates entrent en contact. Cette force provoque l’adhésion des cales même en l’absence de lubrifiant et dans le vide.

On suppose que ce sont ces deux dernières forces qui sont déterminantes.
Le magnétisme n’intervient pas, bien que pour l’utilisateur, l’assemblage des cales ressemble un peu à celui des faibles aimants de réfrigérateurs collés ensemble. À la différence des aimants toutefois, l’assemblage ne tient que tant que les cales sont absolument jointives ; au moindre écart, les cales ne s’attirent plus, alors que des aimants continueraient de le faire.
L’assemblage se fait en quatre étapes :
1. Essuyer une cale propre sur un coussinet huilé.
2. Essuyer toute trace d’huile de la cale sur un coussinet dégraissé.
3. Glisser une cale perpendiculairement à l’autre en les pressant modérément jusqu’à ce qu’elles forment une croix.
4. Enfin, tourner les cales pour les faire coïncider.

Après utilisation, les cales sont huilées ou graissées pour les protéger de la corrosion.

## Classes d'exactitude
Cas de la norme française NF E 11-010.
Il y a six classes d'exactitude (par ordre décroissant d'exactitude) :
- 00 : cale de haute exactitude
- K : étalon primaire pour étalonnage d'autres cales étalon (en entreprise)
- 0 : travaux en laboratoire
- 1 : étalons de référence de l'entreprise
- 2 : salle de contrôle
- 3 : vérification et réglage atelier

## Norme

### Normes européennes (CEN) et internationales (ISO)
- FR EN ISO 3650 : Spécification géométrique des produits (GPS) - Étalons de longueurs - Cales-étalons.

### Norme française (AFNOR)
- NF E 11-010 : Instruments de mesurage de longueur - Cales étalons longueurs de 0,5 à 3 000 mm.

Nota : cette norme est citée pour mémoire. Elle apparaît dans de nombreux documents. Elle a été remplacée par la norme EN ISO 3650.